# Fazail-e Amaal

Erste Seite der türkischen Version (türkischer Titel: Ammelerin Faziletleri)

Das Fazail-e-Amaal (Urdu فضائلِ اعمال) ist ein islamisches Literaturwerk, verfasst vom Inder Muhammad Zakarīyā al-Kāndahlawī.
Der Text besteht aus Auszügen von Koranversen und Hadithen mit anschließender Erklärung.
Original ist es in Urdu geschrieben wurde jedoch in mehrere Sprachen darunter Arabisch, Englisch, Türkisch, Persisch und Bengali übersetzt.
Die Hadithe und die Koranverse sind im arabischen Original und mit der dazugehörigen Übersetzung wiedergegeben.
Das Werk wird vor allem von den Tablighi Jamaat zur Missionierung verwendet. An den Universitäten der Darul-uloom wird das Werk oft, vor allem im 7. Semester, herangezogen.